# Wiskitki
Wiskitki is een dorp in de Poolse woiwodschap Mazovië. De plaats maakt deel uit van de gemeente Wiskitki en telt 1420 inwoners.